# Магнат
 Тази статия е за благородническата титла.  За богат и влиятелен индустриалец вижте бизнес магнат.  
Магнат (на латински: magnas, т.е. „голям човек“) е благородник, който застава на висок пост по рождение, богатство или други качества. През Средновековието терминът е използван за разграничаване на едрите земевладелци и богати военачалници (херцози, графове и др.) от бароните.
Терминът е използван основно за членове на Горната камара на Кралство Унгария, на Főrendiház или на Магнатското събрание. В Полша, Великото литовско княжество и по-късния им съюз Жечпосполита магнатите представляват висша класа от богати и влиятелни благородници.
Подобна е практиката и в много средновековни държави. В Испания магнат е синоним на гранд - титла, носена от най-висшата аристократична прослойка. В средновековна Швеция най-богатите водачи са наричани щорман (в превод „голям човек“), със същото значение като магнат. 

Средновековните италиански градове-републики (Венеция, Генуа, Флоренция, Милано) се управляват от династиите на едри магнати – олигарси (Борджии, Медичи, Сцвола), които поради огромните си финансови средства имат голямо влияние в европейските дворове и дори в папския двор. Тази практика се поддържа между 12 и 15\16 век. Времето на отделните магнати в Италия окончателно свършва с революцията на Джузепе Гарибалди и обединението на Италия. Сходни процеси текат в Германия и Австрия, а до 14 век – и във Франция (и там има благородници магнати, които са по-богати и по-влиятелни от краля).
В Англия магнати са изключително богатите благородници, които се появяват, след като Едуард III разкъсва кралството между синовете си, вместо да го остави в наследство на един син. Назряващият конфликт между тези благородници (и техните наследници) и спорът за кралската титла предизвикват междуособни войни, като Войната на розите.
В днешно време терминът магнат (със синоними като тайкун, крупен индустриалец, барон) се използва за бизнес магнат – изключително богат и влиятелен бизнесмен.